# Capron (Illinois)
Capron é uma vila localizada no estado americano de Illinois, no Condado de Boone.

## Demografia
Segundo o censo americano de 2000, a sua população era de 961 habitantes.
Em 2006, foi estimada uma população de 1433, um aumento de 472 (49.1%).

## Geografia
De acordo com o United States Census Bureau tem uma área de
1,9 km², dos quais 1,9 km² cobertos por terra e 0,0 km² cobertos por água. Capron localiza-se a aproximadamente 277 m acima do nível do mar.

## Localidades na vizinhança
O diagrama seguinte representa as localidades num raio de 20 km ao redor de Capron.